# Маджадж, Лиза Сухайр
Лиза Сухайр Маджадж (араб. ليزا سهير مجج‎, англ. Lisa Suhair Majaj, 1960 г.р.) — палестинско-американская поэтесса, писатель и критик, является автором сборника стихотворений «Географии света» (Geographies of Light, поэтическая премия Del Sol Press 2008 года), стихов и эссе в журналах в США, Европе и на Ближнем Востоке, а также двух детских книг.

## Биография
Маджадж родилась в Хавардене, штат Айова, США, в 1960 году. В 1970-х годах ее семья жила в Иордании. Ее бабушка была из Яффы, а ее отец — из Иерусалима. Она получила степень бакалавра английской литературы в Американском университете Бейрута, степень магистра английской литературы, степень магистра американской культуры. Защитила диссертацию на степень доктора философии в области американской культуры в Мичиганском университете.
В 2001 году Маджадж переехала в Никосию, Кипр, где опубликованы ее стихи и очерки.
Она также является исследователем арабо-американской литературы и соредактором трех томов критических эссе об арабских, арабо-американских и других цветных писательницах со всего мира. Ее поэзия была переведена на несколько языков, включая арабский, и была включена в выставку 2016 года «Последствия: Последствия войны — Америка и Ближний Восток» (Художественный музей Самуеля П. Харна, англ. Harn Museum of Art).

## Награды
В 2008 году Маджадж была награждена ежегодной поэтической премией Del Sol Press с обоснованием «В трудные времена деятельность поэта и писателя всегда была спасательным кругом» за свою поэтическую рукопись «Географии света» (англ. Geographies of Light).

## Произведения

### Собственные
- Amireh, Amal., Majaj, Lisa Suhair. Going Global: The Transnational Reception of Third World Women Writers. Великобритания: Taylor & Francis, 2014.
- Intersections: Gender, Nation, and Community in Arab Women’s Novels. Соединенные Штаты Америки: Syracuse University Press, 2002.
- Majaj, Lisa Suhair. These Words. Соединенные Штаты Америки: Lisa Suhair Majaj, 2004.
- Majaj, Lisa Suhair. What She Said. Соединенные Штаты Америки: Lisa Suhair Majaj, 2005.
- Etel Adnan: Critical Essays on the Arab-American Writer and Artist. Соединенные Штаты Америки: McFarland, Incorporated, Publishers, 2015.
- Majaj, Lisa Suhair. Geographies of Light. Соединенные Штаты Америки: Del Sol Press, 2009 .
- Majaj, Lisa Suhair. Beyond Silence (Homemaking: Women Writers and the Politics and Poetics of Home). Великобритания: Garland Pub., 1996.

### В соавторстве
Маджадж участвовала в ряде проектов в качестве соавтора:
- В качестве редактора:
  - Going Global: The Transnational Reception of Third World Women Writers, Garland Publishing (New York, NY), 2000. — совместно с Амал Амирех (Amal Amireh)
  - Etel Adnan: Critical Essays on the Arab-American Writer and Artist, McFarland (Jefferson, NC), 2002. — совместно с Амал Амирех
  - Intersections: Gender, Nation, and Community in Arab Women’s Novels, Syracuse University Press (Syracuse, NY), 2002. — совместно с Полой Сандерман (Paula Sunderman) и Терезой Салиба (Therese Saliba)
- В качестве соавтора:
  - Food for Our Grandmothers: Writings by Arab-American and Arab-Canadian Feminists, edited by Joanna Kadi, South End Press, 1994;
  - Memory and Cultural Politics: New Essays in American Ethnic Literatures, edited by Amritjit Singh, Joseph Skerrett, and Robert E. Hogan, Northeastern University Press (Boston, MA), 1995;
  - Arabs in America: Building a New Future, edited by Michael Suleiman, Temple University Press (Philadelphia, PA), 1999;
  - Postcolonial Theory and the United States, edited by Amritjit Singh and Peter Schmidt, University of Mississippi Press (Jackson, MS), 2000;
  - Scheherazade’s Legacy: Arab and Arab-American Women on Writing, edited by Susan Muaddi Darraj, Greenwood Press (Westport, CT), 2004.
  - Aramco World, Thaqafat, Women’s Review of Books, South Atlantic Quarterly, Global City Review, Absinthe, Radical Philosophy Review, Islamic Studies, Sistersong, and Cobblestone.
  - Forkroads: Journal of Ethnic-American Literature, 1995-96.